# John Michell
John Michell (ur. w 1724, zm. 21 kwietnia 1793 w Thornhill) – angielski duchowny i naukowiec: fizyk, astronom oraz geolog. Był anglikańskim pastorem.

## Życiorys
Urodził się w 1724 w hrabstwie Nottinghamshire, lecz dokładne miejsce ani data narodzin nie są znane (być może był to 25 grudnia). W 1752 został magistrem kolegium Queens’ na Uniwersytecie Cambridge, w 1761 uzyskał stopień bakałarza teologii. Rok później zajął Woodwardian Chair of Geology (stanowisko profesora geologii na Cambridge). W 1767 został rektorem kościoła św. Michała w Thornhill w Yorkshire, gdzie spędził resztę życia.
Dołączył do Royal Society w 1760 (w tym samym roku co Henry Cavendish).

## Badania naukowe
W 1750 badał sztuczne magnesy i opracował metodę magnetyzacji. Jako geolog, niezależnie od Coulomba, wynalazł wagę skręceń do pomiarów sił grawitacji. W 1760 opracował teorię trzęsień Ziemi, podejrzewał, że istnieje związek między nimi a aktywnością wulkaniczną, jednak błędnie przyjął, że ich przyczyną jest para wodna pod wysokim ciśnieniem, powstająca przy kontakcie wody z podziemnymi płomieniami.
Zasugerował, że gwiazdy podwójne rzeczywiście leżą blisko siebie i wzajemnie się okrążają. Uznał także, że gwiazdy skupione w gromadach są ze sobą fizycznie związane. W liście do Cavendisha w 1784 opisał swe przemyślenia na temat wpływu grawitacji na światło i przedstawił wczesną koncepcję czarnych dziur. Wykonał pierwsze realistyczne oszacowanie odległości do gwiazdy. Był także konstruktorem teleskopów.

## Upamiętnienie
Jego imieniem nazwano planetoidę (7063) Johnmichell.

## Wybrane publikacje
- Observations On the Comet of January 1760 at Cambridge, Philosophical Transactions (1760)
- A Recommendation of Hadley's Quadrant for Surveying, ibid. (1765)
- Proposal of a Method for measuring Degrees of Longitude upon Parallels of the Equator, ibid. (1766)
- An Inquiry into the Probable Parallax and Magnitude of the Fixed Stars, ibid. (1767)
- On the Twinkling of the Fixed Stars, ibid. (1767)
- On the Means of Discovering the Distance, Magnitude, &c., of the Fixed Stars, ibid. (1784)